# Barbara Niven
Pour les articles homonymes, voir Barbara et Niven.
 (décembre 2012).
Si vous disposez d'ouvrages ou d'articles de référence ou si vous connaissez des sites web de qualité traitant du thème abordé ici, merci de compléter l'article en donnant les références utiles à sa vérifiabilité et en les liant à la section « Notes et références ».
Barbara Lee Bucholz, connue sous le nom de scène Barbara Niven (née le 26 février 1953 à Portland, dans l'Oregon), est une actrice américaine.

## Biographie
Barbara Niven a étudié afin de devenir actrice à The Beverly Hills Playhouse avec Milton Katselas. 
Elle s'est mariée à deux reprises la première fois avec Mr Alexander. Et la seconde avec David Niven Jr.. Ils se sont mariés le 19 juin 1993 et ont divorcé en 1998.

## Filmographie

### Cinéma
- 1997 : DoubleCross sur l'île de Costa, de Franco Columbu : Véronica
- 1998 : Les Rois de Las Vegas, de Rob Cohen : Marilyn Monroe
- 2009 : Summer's Blood, de Lee Demarbre : Gaia Hoxey
- 2012 : A Perfect Ending, de Nicole Conn : Rebecca Westridge
- 2012 : Gabe the Cupid Dog, de Michael Feifer : Ms. Andrews
- 2013 : Meth Head de Jane Clark : Madelaine
- 2013 : Being Us de Sam Hancock : Julie
- 2014 : Jen Foster: She court métrage de Nicole Conn : l'officiante au mariage
- 2014 : The M Word de Henry Jaglom : Nicki
- 2014 : Hamlet's Ghost de Walker Haynes : Sarah Goodman
- 2014 : Suburban Gothic (en) de Richard Bates Jr. : Eve
- 2015 : Nesting Doll de Nicole Conn : sénatrice Sondra Pinchot

### Télévision

#### Séries télévisées
- 1989 : Mes deux papas (saison 3, épisode 7) : Veronica Miles
- 1990 : Equal Justice (saison 1, épisode 2) : Maggie Sue
- 1992 : Wings (saison 4, épisode 2) : Susan
- 1993-1998 : Les Dessous de Palm Beach :
  - 1993 : saison 2, épisode 17 : Cally Henshaw
  - 1993 : saison 3, épisode 11 : Amanda Langley
  - 1995 : saison 5, épisode 1 : Jackie McMillan
  - 1998 : saison 7, épisode 19 : Sally Coats
- 1995 : Le rebelle (saison 3, épisode 13) : Tammy Watkins
- 1996 : Amour, Gloire et Beauté (4 épisodes) : Brenda Dickerson
- 1997 : Brentwood (saison 1, épisodes 7 à 10) : Evelyn Cabot
- 1998 : Mike Hammer, Private Eye (saison 2, épisode 15) : Connie Paley
- 1998-2000 : Pensacola (43 épisodes) : Kate
- 1999-2002 :On ne vit qu'une fois (15 épisodes) : Liz Coleman Reynolds
- 1999 : La croisière s'amuse, nouvelle vague (saison 2, épisode 18) : Elise Daley
- 2003-2004 : Saison 1 de Cold Case : Affaires classées (saison 1, épisode 20) : Mavis Breen 1985
- 2004 : Las Vegas (saison 1, épisode 20) : Alice Gold
- 2005-2006 : Saison 3 de NCIS : Enquêtes spéciales (saison 3, épisode 4) : Dr Elaine Burns
- 2006 : Charmed (saison 8, épisodes 11 & 17) : Helen Jenkins
- 2006 : Mystery Woman (saison 2, épisode 2) : Annie
- 2007 : The Minor Accomplishments of Jackie Woodman (saison 2, épisode 2) : Anne O'Connell
- 2008 : Eli Stone (saison 1, épisodes 1 & 3) : Ellen Wethersby
- 2013-2014 : Retour à Cedar Cove (Cedar Cove) (25 épisodes) : Peggy Beldon
- 2015 : Parks and Recreation (saison 7, épisode 9) : June Hartwell
- 2016 - 2022 : Chesapeake Shores : Megan O'Brien

#### Téléfilms
- 1995 : Fausse identité (The Sister-in-Law) de Noel Nosseck : Ashley Hawkins
- 1996 : Humanoïd - terreur abyssale (Humanoids from the Deep) de Jeff Yonis : Fran Taylor
- 1997 : Breast Men de Lawrence O'Neil : Cindy
- 1998 : I Married a Monster de Nancy Malone : Linda
- 1998 : Les Rois de Las Vegas (The Rat Pack) de Rob Cohen : Marilyn Monroe
- 2003 : Le Cadeau de Carole (A Carol Christmas) de Matthew Irmas : Star Sexy TV
- 2004 : Un père pas comme les autres (Tiger Cruise) de Duwayne Dunham : Kate Dolan
- 2004 : Trois filles, trois mariages, un tour du monde ! (Wedding Daze) de Georg Stanford Brown : News Reporter
- 2005 : L'Ombre d'une rivale (The Perfect Neighbor) de Douglas Jackson : Donna Germaine
- 2005 : Un souvenir éternel (Back to You and Me) de David S. Cass Jr. : Connie Murray
- 2005 : Un inconnu dans mon lit (Stranger in My Bed) de George Erschbamer : Christine Goudet
- 2005 : Puzzle (Chasing Ghosts) de Kyle Dean Jackson : Patricia King
- 2006 : Double Visage (Double Cross) de George Erschbamer : Suzanne Debson
- 2006 : Si près de moi ! (Murder In My House) de Robert Malenfant : Lauren Kessler
- 2006 : Au-delà des limites (All You've Got) de Neema Barnette : Peggy McDonald
- 2006 : Rivalité maternelle (The Rival) de Douglas Jackson : Linda Zeller
- 2007 : La Voix du cœur (A Valentine Carol) de Mark Jean : Jackie Marley
- 2007 : McBride: Semper Fi de John Larroquette : Claire Whitman
- 2008 : Derrière les apparences (Black Widow) d'Armand Mastroianni : Tiffany Collins
- 2008 : Secrets inavouables (Dead At 17) de Douglas Jackson : Alyssa Harris
- 2008 : La Ville du Père Noël (Moonlight & Mistletoe) de Karen Arthur : Ginny
- 2009 : City On Fire (Heat Wave) de Rex Piano : Gouverneur Carol Quinlan
- 2009 : Accusée à tort (Accused at 17) de Doug Campbell : Claire Werner
- 2012  : J'ai détruit mon mariage (The Wife He Met Online) de Curtis Crawford : Alma
- 2012 : Vengeance aveugle (Home Invasion) de Doug Campbell : Tricia Patterson
- 2012 : La Vérité sur mon passé (My Mother's Secret) de Curtis Crawford : Evelyn Wells
- 2015 : L'escapade de Noël (A Christmas Detour) de Ron Oliver : Susan Collins
- 2017 : Un baiser au coin du feu (Campfire Kiss) de James Head : Beverly Gowers
- 2019 : Un amour de chef (Love on the Menu) de Ellie Kanner : Andrea
- 2019 : Un coup de foudre vertigineux (Love Takes Flight) de Steven R. Monroe : Virginia Beauman
- 2020 : Embarquement pour Noël (USS Christmas) de Steven R. Monroe : Elizabeth Contino
- 2021 : The Christmas Contest de Paula Elle : Donna

##### Télé-suite
- 2017-2020 : Christmas in Evergreen : Carol Shaw
  - 2017 : Un festival pour Noël (Christmas in Evergreen) de Alex Zamm
  - 2018 : La clé d'un Noël réussi (Christmas in Evergreen: Letters to Santa) de Sean McNamara
  - 2019 : Le calendrier secret de Noël (Christmas in Evergreen: Tidings of Joy) de Sean McNamara
  - 2020 : Les petits miracles de Noël (Christmas in Evergreen: Bells Are Ringing) de Linda-Lisa Hayter

- 2015-2017 : Petits Meurtres et Pâtisserie (Murder, She Baked) : Delores Swensen
  - 2015 : Petits Meurtres et Pâtisserie : La Recette du Crime (Murder, She Baked: A Chocolate Chip Cookie Mystery) de Mark Jean
  - 2015 : Petits Meurtres et Pâtisserie : Un mort sous le sapin (Murder, She Baked: A Plum Pudding Mystery) de Kristoffer Tabori
  - 2016 : Petits Meurtres et Pâtisserie : Mortelle Saint-Valentin (Murder, She Baked:A Peach Cobbler Mystery) de Kristoffer Tabori
  - 2016 : Petits Meurtres et Pâtisserie : Une Recette Mortelle (Murder, She Baked:A Deadly Recipe) de Kristoffer Tabori
  - 2017 : Petits Meurtres et Pâtisserie : Un meurtre sous les projecteurs (Murder, She Baked:Just Desserts) de Kristoffer Tabori

- 2019-2021 : Mystère croisés (The Crossword Mysteries) : Tante Candace
  - 2019 : Mystères croisés : Signature mortelle (Crossword Mysteries: A Puzzle to Die For) de Don McCutcheon
  - 2019 : Mystères croisés : Voulez-vous m'épouser ? (Crossword Mysteries: Proposing Murder) de Don McCutcheon
  - 2020 : Mystères croisés : Le Manoir de tous les secrets (Crossword Mysteries: Abracadaver) de Jonathan Wright
  - 2021 : Crossword Mysteries: Terminal Descent de Peter Benson
  - 2021 : Crossword Mysteries: Riddle Me Dead de David Winning